# Interstate 790
Pour les articles homonymes, voir Route 790.
L'Interstate 790 (I-790) est une autoroute auxiliaire de l'I-90 située dans la ville d'Utica, dans l'État de New York. Elle parcourt 2,41 miles (3,88 km) depuis un échangeur avec la NY 5A et la NY 5S au centre-ville d'Utica jusqu'à une paire d'échangeurs avec Genesee Street à l'est de la ville. L'ensemble de l'I-790 forme un multiplex avec la NY 5 et la portion au sud de la NY 49 est également en multiplex avec la NY 8 et la NY 12. L'I-790 est reliée à l'I-90 (New York State Thruway) par un échangeur près de son terminus est.

## Description du tracé

Diagramme de l'échangeur entre l'I-790, NY 5, NY 8, NY 12 et NY 49.

L'I-790 débute à un échangeur reliant la NY 5A et la NY 5S à l'I-790 ainsi qu'aux NY 5, NY 8 et NY 12 au nord de la ville d'Utica. La route se dirige vers le nord-est en s'éloignant du centre-ville. La route passe au-dessus de voies ferrées et traverse un secteur non-développé, en contraste avec le secteur résidentiel et commercial dense du centre-ville d'Utica. L'I-790 continue vers le nord-est et traverse la rivière Mohawk.
Alors que l'I-790 traverse le Canal Érié, elle entre dans un segment constitué de nombreux échangeurs autour de l'I-90. Alors que la NY 8 et la NY 12 continuent au nord au-delà de l'échangeur, l'I-790 et la NY 5 sortent vers le sud-est sans croiser la NY 49. À l'est de l'échangeur, l'I-790 et la NY poursuivent le tracé de la NY 49 dans les banlieues nord d'Utica. L'I-790 continue vers l'est le long de l'I-90 jusqu'à l'échangeur avec Genesee Street, où l'identification I-790 cesse. Au-delà de ce terminus, la route se continue comme NY 5.
Alors que l'I-790 est dispose d'une sortie directe vers la sortie 31 de l'I-90, l'I-790 ouest n'a pas de tel lien direct : il faut plutôt emprunter Genesee Street pour accéder à l'échangeur de l'I-90.

## Liste des sorties
Les sorties ne portent pas de numéros.
| Interstate 790                            |              |      |      |                                                                      |                                                                   |
| Comté                                     | Municipalité | mi   | km   | Intersections / Destinations                                         | Notes                                                             |
| Oneida                                    | Utica        | 0,00 | 0,00 | NY 5 (en) ouest / NY 8 (en) / NY 12 (en) sud                         | Terminus ouest du multiplex avec NY 5, NY 8 et NY 12              |
| Oneida                                    | Utica        | 0,00 | 0,00 | NY 5A (en) ouest / NY 5S (en) est – Whitesboro, Centre-ville d'Utica |                                                                   |
| Oneida                                    | Utica        | 0,87 | 1,40 | NY 8 (en) / NY 12 (en) nord – Poland, Watertown                      | Terminus est du multiplex avec NY 8 et NY 12                      |
| Oneida                                    | Utica        | 1,17 | 1,88 | River Road / Riverside Drive                                         | Entrée direction ouest seulement                                  |
| Oneida                                    | Utica        | 1,25 | 2,01 | NY 49 (en) ouest – Rome                                              |                                                                   |
| Oneida                                    | Utica        | 1,84 | 2,96 | Genesee Street sud vers I-90 Toll / New York Thruway                 | Sortie direction est, entrée direction ouest; sortie 31 de l'I-90 |
| Oneida                                    | Utica        | 2,29 | 3,69 | Genesee Street nord                                                  | Sortie direction est, entrée direction ouest                      |
| Oneida                                    | Utica        | 2,29 | 3,69 | NY 5 (en) est (Leland Avenue)                                        | Terminus est du multiplex avec NY 5; intersection à niveau        |
| - Terminus de multiplex - Accès incomplet |              |      |      |                                                                      |                                                                   |